# 朝鮮電腦研究中心
朝鮮電腦研究中心（朝鲜语：／，簡稱KCC）是朝鮮資訊科技產業的中心基地，位於平壤市萬景台區域光復大街，於1990年10月24日成立。1996年，朝鮮政府將該中心升格為省部級單位，由內閣直接管理。

## 沿革
KCC运营着8个开发和生产中心，以及11个地区性信息中心。该机构经营着KCC信息技术学院及其信息技术学院。KCC在中華人民共和国、德国、叙利亚和阿联酋设有分支机构。该机构对Linux研究很感兴趣，并开始为朝鲜开发本地化的Red Star OS发行版。
KCC是政治体制的一部分，本身并不完全是一家IT公司。人们认为朝鲜的技术状态和整体现代性远远落后于世界其他国家，即便朝鲜的时代思潮总体上是这样的。例如，2007年“.kp ccTLD”的注册。尽管得到了一家欧洲公司的支持，KCC在三年时间里都没有获得有效的注册。KCC仍未实施可运行的ccTLD基础设施，这是朝鲜政府多年来一直追求但未实现的目标。
虽然KCC主要从事朝鲜国内的项目，但自2001年以来，它一直为欧洲、中華人民共和国、韩国、日本和中东的客户提供服务。
Nosotek是另一家开发电脑游戏的朝鲜IT合资公司；其中两家由新闻集团出版。另一家这样的公司是平壤信息中心。
2015年初，KCC进行了重组，所有与红星操作系统开发无关的职能都移交给了其他实体。

## 宗旨
- 該中心以培養資訊科技人才，開發和生產各種軟硬件為宗旨，並支援科研和教育機構的研究。其中軟件的開發以應用軟件為主。

## 架構
- 該中心轄下有8個開發及生產單位（系統程序開發、多媒體程式開發、經營管理程式開發、計算機專家系統開發、作業系統開發和應用程式開發等）、1家公司、品質管制中心、資訊服務中心等開發支援單位、11個分佈在各道的地區資訊中心、博士院、朝鮮電腦中心資訊技術大學、資訊技術講習所等培訓機構。該中心並且在德國、中國、敘利亞、阿拉伯酋長國等地設有分部和銷售點。

## 規模
- 2003年有800多名研發人員服務，其中有100多人是人民科學家、功勳科學家和博士。有700多人次受到國家級表彰或獲授予“勞動模範”的稱號。

## 产品
- 該中心以開發軟件為主，產品及介紹如下：
- 作業系統
  - 紅星作業系統（朝鮮語Linux系統）[3]
- 文字處理軟件
  - 光學文字辨識軟件（列印文件的識別率達到99. 9%，手寫文件達到95%）
  - 語音識別軟件（語音識別率超過90%）
  - 吾友（My company）         （朝鮮文字處理軟件。據稱使用便利程度與Office系列軟件相同）
- 娛樂軟件
  - 朝鮮棋軟件
  - KCC围棋軟件-銀星圍棋（曾經在第四届、第五届豪斯特盃圍棋程序世界賽上獲得冠軍，又於2003至2005年，連續三屆在世界電腦圍棋奪魁賽上擊敗美國、德國和日本的圍棋軟件而獲得冠軍，並改編為電玩遊戲外銷多國）
  - KCC将棋軟件-銀星将棋
- 醫療軟件
  - 高麗針灸（KORYO）        （朝鮮醫療及教學軟件、專家系統）
  - 金色駿馬（Golden Horse）    （透過指紋進行診斷、體質分類和人體特徵分析的系統）
  - 綜合醫療服務系統（ISDM）     （根據朝鮮醫學理論進行診治和處方的軟體系統）
- 管理及控制軟件
  - 智慧出納系統（Intelligent Salesman）   （存貨、銷售管理的軟件）
  - 模糊-37（MOHO-37）（選礦和礦石淨化電腦控制系統）
  - 土星-6（Saturn-6）（航空交通指揮系統）
  - 指紋鑰匙（FVS-P）                 （利用指紋確認技術進行身份識別的系統）
  - CDMA行動通訊管理軟件（用於北韓行動通訊網絡的建設和管理）

## 延伸阅读
1. . 我的国家.   [2023-08-31]. （原始内容存档于2015-05-02）.
2. 張興華. . 人民日報. 2001-02-05: 7版.。
3. 張光軍; 趙明. . 東北亞論壇. 2003, (6): 12–16, 93.。
4. . 新华网. 2002-02-15  [2023-08-31]. （原始内容存档于2002-10-30）.
5. 章榴成. . 当代世界. 2000, (10): 31–32.。
6. 朝鲜的“KCC电脑围棋”获五连冠 （页面存档备份，存于）

## 外部連結
朝鲜电脑研究中心：简体中文 （页面存档备份，存于）